# زوستول
زوستول (به لاتین: Zuestoll) یک کوه در سوئیس است که در کانتون سنت گالن واقع شده‌است. زوستول ۲٬۲۳۵ متر بالاتر از سطح دریا واقع شده‌است.